# علی لندی
علی لندی (۱۳ اسفند ۱۳۸۵ – ۱ مهر ۱۴۰۰) نوجوانی اهل ایذه در استان خوزستان بود که در ۱۸ شهریور ۱۴۰۰ در یک حادثهٔ آتش‌سوزی، پس از اقدام به نجات دو نفر از همسایگان اقوامش، دچار سوختگی شد. وی پس از دو هفته بستری بودن در بیمارستان، بر اثر جراحات ناشی از سوختگی درجه سه، نارسایی شدید تنفسی و عفونت خون درگذشت.
اقدام علی لندی واکنش‌های گسترده‌ای در شبکه‌های اجتماعی و رسانه‌های ایران داشت و در رسانه‌های خارج از ایران نیز منعکس شد. مقام‌های سیاسی  ازجمله رهبر و رئیس جمهور ایران برایش پیام تسلیت صادر کردند، برخی رسانه‌ها به او لقب «نوجوان فداکار ایذه‌ای» دادند، به او چند مدال اهدا شد و چند مکان ورزشی، آموزشی، آتش‌نشانی، خیابان و بلوار در ایذه، خوزستان، کرج و شهرکرد به نام او نامگذاری شد.

## کودکی
علی لندی در ۱۳ اسفند ۱۳۸۵ در شهر ایذه در استان خوزستان به دنیا آمد. او تنها پسر و فرزند دوم خانواده بود؛ خواهر علی از او ۵ سال بزرگتر، و خواهر دیگرش از او ۶ سال کوچکتر بود. پدرش کارمند امور صنفی بود. علی دانش آموز پایهٔ نهم متوسطه اول در شهرکرد بود و به ورزش فوتبال علاقه داشت.

## حادثهٔ آتش‌سوزی
در روز ۱۸ شهریور ۱۴۰۰، در پی شعله‌ور شدن یک سیلندر گاز پیک‌نیکی در خانه‌ای در نزدیکی منزل خالهٔ علی، یک زن میانسال برای جلوگیری از گسترش آتش کپسول را به سمت مادرش پرتاب کرد. با شنیدن فریاد درخواست کمک آنها، علی که در منزل خاله‌اش حضور داشت، برای نجات آن دو زن اقدام کرد ولی شعله‌های آتش کپسول باعث شد علی نیز دچار سوختگی شود. یکی از همسایه‌ها که در محل حادثه حضور داشت سعی کرد با استفاده از پتو به یکی از زنان آسیب دیده کمک کند. یکی از فرزندان خالهٔ علی نیز به او گفت زیر دوش آب خنک برود. دقایقی بعد با ورود آتش‌نشانی و اورژانس، آتش خاموش شد و مادر و دختر مصدوم به همراه علی به بیمارستان منتقل شدند. زن مسن‌تر در بیمارستان درگذشت و دخترش به صورت سرپایی درمان شد. علی با ۹۱٪ سوختگی، ابتدا به بیمارستان سوانح سوختگی طالقانی اهواز و سپس به بیمارستان سوانح سوختگی امام موسی کاظم اصفهان اعزام و بستری شد.
علی لندی پس از دو هفته بستری بودن در بخش سوانح سوختگی بیمارستان امام موسی کاظم اصفهان، بر اثر جراحات ناشی از سوختگی درجه سه، نارسایی شدید تنفسی و عفونت خون، در ۱ مهر ۱۴۰۰ درگذشت.

## بازخورد عمومی

### پیش از درگذشت
حادثهٔ آتش‌سوزی و تلاش علی برای کمک به آن دو زن، در شبکه‌های اجتماعی و رسانه‌های ایران و خارج از ایران پوشش قابل توجهی داشت. کاربران فارسی‌زبان شبکه‌های اجتماعی، او را «پهلوان ملی» و «قهرمان ملی ایران» خواندند و رسانه‌های داخلی نیز به او لقب «نوجوان فداکار ایذه‌ای» دادند.
علیرضا کاظمی، سرپرست وزارت آموزش و پرورش، با ارسال نامه‌ای در ۳۰ شهریور ۱۴۰۰، از خانوادهٔ او دلجویی کرد. احمد وحیدی، وزیر کشور، به استانداران اصفهان و خوزستان دستور تسریع در رسیدگی به روند درمانی لندی ۱۵ ساله را صادر کرد. وحیدی در تماس با استاندار خوزستان، به وی مأموریت داد تا ضمن رسیدگی به وضعیت خانواده علی لندی، تا حد امکان هزینه‌های درمان او از طرف استانداری تأمین شود.

### پس از درگذشت
مدیر روابط عمومی دانشگاه علوم پزشکی اصفهان، در ۲ مهر ۱۴۰۰ خبر درگذشت علی لندی را گزارش داد. حسن نبوتی، سرپرست فرمانداری ایذه هم از انتقال پیکر وی از اصفهان به ایذه خبر داد. بهرام عین‌اللهی، وزیر بهداشت، درمان و آموزش پزشکی ایران، در پیامی درگذشت علی لندی را تسلیت گفت و اعلام کرد که تمام هزینهٔ مراقبت‌های وی تقبل می‌شود. سید امیرحسین قاضی‌زاده هاشمی، رئیس بنیاد شهید و امور ایثارگران نیز اقدام لندی را «مصداقی از ایثارگری مردم ایران» خواند.
محسن رضایی معاون اقتصادی رئیس‌جمهور، علیرضا زاکانی شهردار تهران، محمدمهدی اسماعیلی وزیر فرهنگ و ارشاد اسلامی ایران، حسین سلامی فرماندهٔ کل سپاه پاسداران انقلاب اسلامی، کریم همتی رئیس جمعیت هلال احمر ایران، امیر حیات‌مقدم رئیس شورای عالی امنیت ملی، رئیس قوه قضاییه ایران، رئیس صدا و سیما و شماری از مداحان ازجمله میثم مطیعی نسبت به درگذشت علی لندی واکنش نشان داده و تسلیت گفتند. واکنش‌ها به درگذشت علی لندی به رئوس حکومت ایران هم رسید، چنان‌که محمد مخبر، معاون اول رئیس‌جمهور ایران و سید ابراهیم رئیسی، رئیس‌جمهور وقت ایران هم برای او پیام تسلیت صادر کردند. در تماسی از دفتر رهبر جمهوری اسلامی ایران با خانوادهٔ علی لندی، پیام تسلیتی از سید علی خامنه‌ای هم ابلاغ شد.
در ۳ مهر ۱۴۰۰، رئیس فرهنگستان هنر، از هنرمندان دعوت کرد تا کنش علی لندی را بازنمایی و تکثیر کنند. همچنین اشاره کرد که باید اقدام او در کتاب‌های درسی ایران به کمک بیان هنری به تصویر کشیده شود. در ۴ مهر، پرترهٔ علی لندی با حضور فرماندهٔ سپاه فجر در شیراز رونمایی شد. رئیس سازمان صدا و سیما نیز در ۱۰ مهر ۱۴۰۰ گفت که علی لندی، به اندازهٔ کل رسانهٔ ملی در جامعه فرهنگ‌سازی کرد.
ادای احترام آتش‌نشانان کرج
سرپرست، رئیس‌ها و مدیران مناطق ایستگاه‌های عملیاتی سازمان آتش‌نشانی و خدمات ایمنی شهرداری کرج، مراسم یادبودی به منظور گرامی‌داشت یاد و خاطرهٔ علی لندی، در مقابل ایستگاه ۱۰۸ آتش‌نشانی کرج برپا کردند. در این مراسم ضمن سخنرانی و تجلیل از او، آتش‌نشانان با اهدا شاخهٔ گل به صورت نمادین بر روی قاب عکس وی، ادای احترام کردند.
فراخوان شعر پرواز ققنوس
مؤسس دبیرخانهٔ پرواز ققنوس، با هدف زنده نگه‌داشتن یاد علی لندی، فراخوان گردآوری و سامان‌بخشی آثار شاعران در سوگ و رثای او را منتشر کرد و اعلام کرد که شاعران آثار خود را در قالب‌های مختلف شعری ارسال کنند تا آثار گردآوری‌شده در قالب یک کتاب مستقل، منتشر شود.

### واکنش رسانه‌های جهانی
برخی رسانه‌های خارج از ایران نیز با واکنش به اقدام علی لندی، او را «نوجوان قهرمان ایران» نامیدند. از رسانه‌های واکنش‌دهنده، می‌توان به شبکهٔ بی‌اف‌ام تی‌وی فرانسه، رسانهٔ لسانسیل لوگزامبورگ و بخش انگلیسی خبرگزاری آناتولی ترکیه اشاره کرد.

## بزرگداشت

### اعطای چند مدال
۳ مهر ۱۴۰۰، غلامرضا جلالی رئیس سازمان پدافند غیر عامل کشور، اعلام کرد که «مدال عالی پدافند غیرعامل» از سوی این سازمان به خانوادهٔ علی لندی اهدا شد. در ۴ مهر ۱۴۰۰، به دنبال تصویب شورای عالی نشان‌ها در ارتش جمهوری اسلامی ایران، «نشان فداکاری ارتش» به علی لندی تعلق گرفت. این نشان که اعطایی رهبر جمهوری اسلامی ایران به ارتش است، نماد ایثار و از خودگذشتگی است. در ۵ مهر ۱۴۰۰ نیز مدال بین‌المللی «ایثار و شجاعت» از طرف علیرضا کاظمی، سرپرست وزارت آموزش و پرورش، به علی لندی تعلق گرفت.

### اعطای حکم شهادت
در طی دیدار از خانوادهٔ علی لندی توسط معاون رئیس‌جمهور و رئیس بنیاد شهید و امور ایثارگران در ۵ مهر ۱۴۰۰، نامهٔ رهبر جمهوری اسلامی، مبنی بر «شهید» تلقی شدن علی لندی را به آنها تحویل دادند.

### نام‌گذاری اماکن ورزشی، آموزشی، آتش‌نشانی، خیابان و بلوار
اماکن مختلفی ازجمله یک سالن ورزشی در ایذه، یک میدان در شهر پردیس تهران، یک مدرسه در خوزستان، یکی از بلوارهای اصلی ایذه، یکی از ایستگاه‌های آتش‌نشانی کرج، خیابانی در شهرکرد و ایستگاه آتش‌نشانی ۳۳ اهواز به نام علی لندی نام‌گذاری شدند.

### ثبت زندگی‌نامه در کتاب‌های درسی
رئیس اتحادیه انجمن‌های اسلامی دانش آموزان با اشاره به داستان دهقان فداکار اعلام کرد که زندگی‌نامه و اقدام علی لندی نیز در کتاب‌های درسی مکتوب خواهد شد. مدیرکل آموزش و پرورش خوزستان نیز از ثبت اقدام علی لندی در کتب درسی خبر داد.
علیرضا کاظمی، سرپرست وزارت آموزش و پرورش، در راستای دستور رئیس‌جمهور وقت، به معاونان حوزه‌های ستادی دستور داد تا نسبت به تدوین کتاب زندگی‌نامه لندی، نام‌گذاری مدارسی در هر استان به نام وی، ثبت اقدام او در کتب درسی و مجلات علمی و آموزشی رشد و ساخت فیلم در خصوص زندگی وی، اقدام کنند.

## تشییع و تدفین
| BBC NEWS فارسی | توییتر |
| @bbcpersian    |        |

             پیکر علی لندی، نوجوان فداکار ایذه‌ای امروز به‌طور رسمی از بیمارستان موسی کاظم اصفهان تشییع شد. علی لندی، نوجوان ۱۵ ساله ایذه‌ای ۱۸ شهریور در پی یک آتش‌سوزی، جان زن سالمند همسایه و دخترش را نجات داد اما ساعت ۱۲ دیشب بر اثر سوختگی بالای ۹۰ درصد درگذشت.
         

        ۲۵ اوت ۲۰۲۱

تشییع در اصفهان

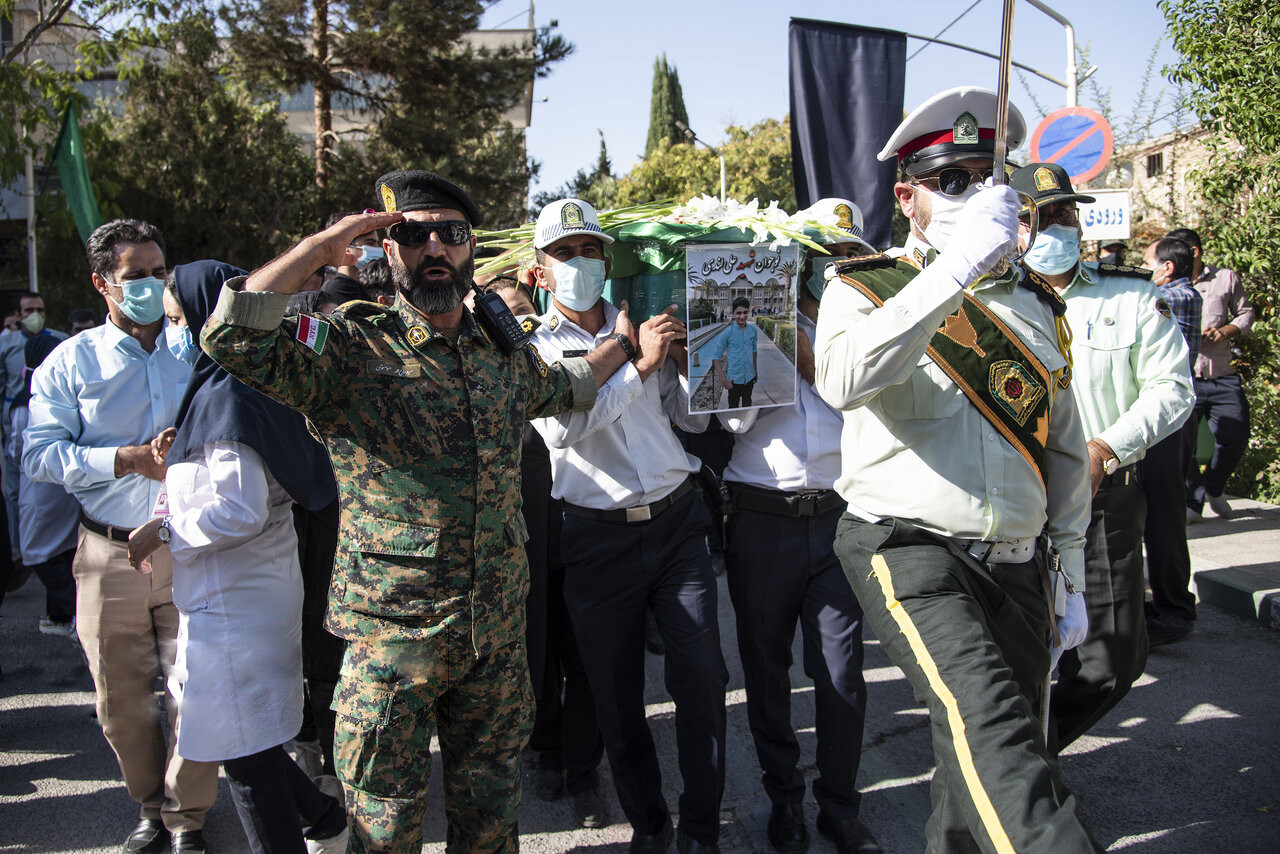
مراسم تشییع علی لندی در اصفهان در ۲ مهر ۱۴۰۰

عصر روز ۲ مهر ۱۴۰۰، مراسم تشییع علی لندی از محل بیمارستان سوانح سوختگی شهر اصفهان با حضور برخی از مسئولان استان، کادر درمان، نیروی انتظامی و ارتش جمهوری اسلامی ایران با اجرای مراسم رژه برگزار شد. پیکر وی پس از تشییع در اصفهان، به زادگاهش اعزام شد.
تشییع در ایذه
استاندار خوزستان و فرماندار ایذه اعلام کردند که شنبه ۳ مهر ۱۴۰۰، مراسم خاکسپاری او در مزار روستای بلوطک لندی ایذه برگزار می‌شود. پیکر علی لندی شامگاه ۲ مهر ۱۴۰۰، وارد ایذه شد و روز بعد، مراسم تشییع و خاکسپاری از میدان آزادگان ایذه به سمت آرامگاه بلوطک لندی، با حضور مردم و مسئولان برگزار شد.
اعلام عزای عمومی و بزرگداشت

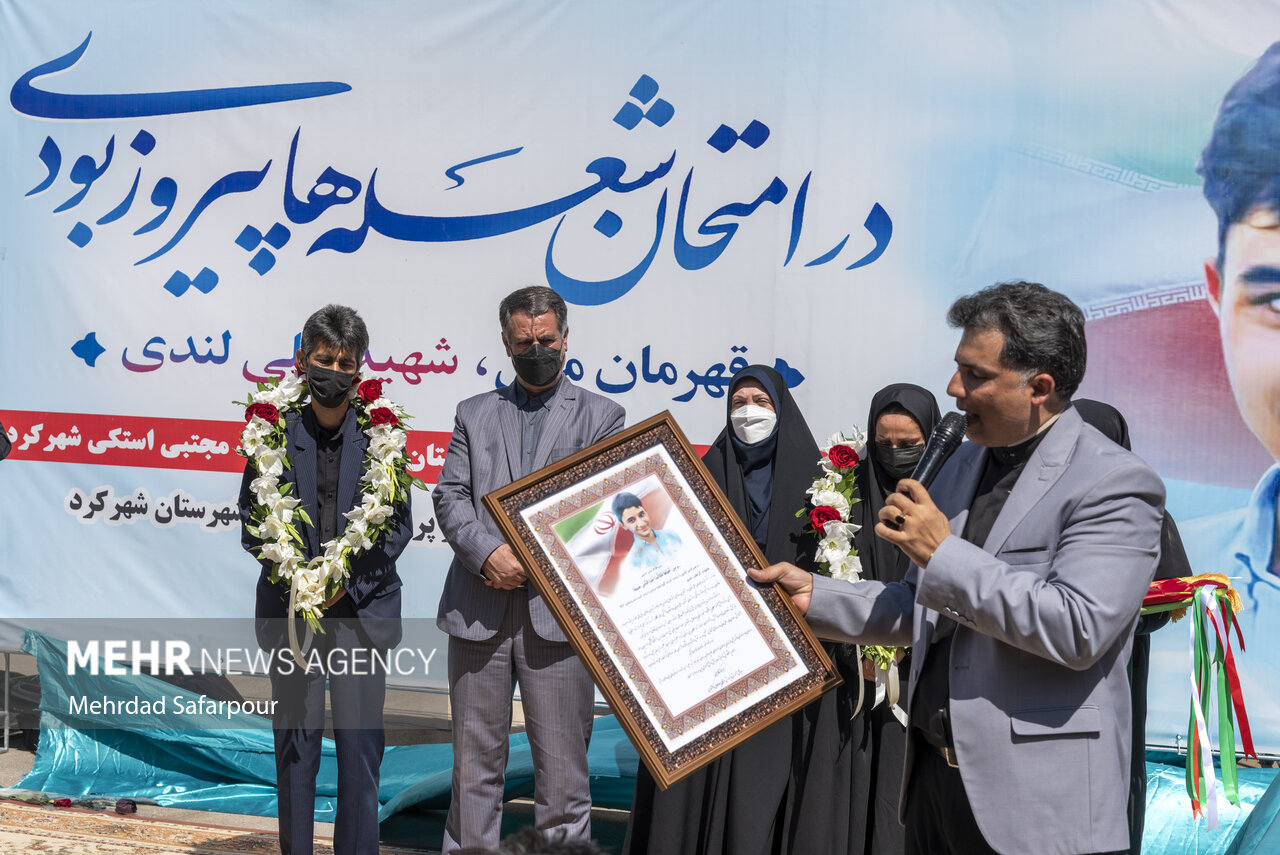
مراسم بزرگداشت علی لندی در مدرسه شهید استکی شهرکرد در ۷ مهر ۱۴۰۰

روز شنبه ۳ مهر ۱۴۰۰، به مناسبت درگذشت و مراسم خاکسپاری علی لندی در ایذه عزای عمومی اعلام شد. در ۷ مهر ۱۴۰۰، در دبیرستان «شهید استکی» شهرکرد که علی لندی دانش‌آموز پایهٔ نهم این دبیرستان بود، مراسم بزرگداشت وی با حضور جمعی از مسئولان کشور برگزار شد.

## در آثار هنرمندان
آثاری چند به یاد علی لندی تولید شده است. کتاب پروانه در آتش به قلم حیدر بویری و اسکندر مقصودی در سال ۱۴۰۰، نخستین کتاب دربارهٔ وی بود. کتاب علی لندی از مجموعه کتاب‌های «قهرمان من» نوشتهٔ محدثه سادات طباطبایی، دیگر کتاب دربارهٔ علی لندی است. این کتاب در همان سال برای گروه سنی ب و ج (کودکان و نوجوانان) تألیف شد و توسط نشر کتابک منتشر گشت.
جواد یوسفی فیلم‌ساز چهارمحال و بختیاری در سال ۱۴۰۰، از آماده‌سازی فیلم‌نامه برای فیلمی از زندگی‌نامه علی لندی خبر داد و گفت پس از انجام مقدمات، کار تولید این فیلم در همان سال کلید خواهد خورد.

## انتقاد از قهرمان‌سازی
در ۷ مهر ۱۴۰۰، محمد باقرزاده روزنامه‌نگار، در رشته توئیتی از تبلیغات و «قهرمان‌سازی صورت گرفته از رفتار خطرناک، هیجانی و ناآگاهانهٔ یک کودک» انتقاد کرد. در ۱۰ مهر، کوثر شیخ نجدی در مطلبی که توسط وبگاه صدای معلم (پایگاه خبری تحلیلی معلمان ایران) منتشر شد، نوشت که اگر چه تقدیر از علی لندی موجب تسلی خاطر خانوادهٔ او و جامعه است، اما نمایش او به عنوان فداکار و ساختن الگوی قهرمانی از او «عاقلانه به نظر نمی‌رسد». مریم دهکردی، خبرنگار و نویسندهٔ سیاسی-اجتماعی نیز در مطلبی که ایران‌وایر منتشر کرد، از «سوءاستفاده حکومت از یک حادثهٔ تلخ» نوشت و به نقل از یک «منبع مطلع» مدعی شد: «بخش زیادی از آنچه به نقل از علی لندی در رسانه‌های نزدیک به جریان راست افراطی در کشور منتشر شده است، حقیقت ندارد.» او در آن جستار به‌طور مفصل به بررسی حادثه و حواشی آن پرداخت.